# وليام الكسندر ريتشاردسون
وليام الكسندر ريتشاردسون (بالإنجليزية: William Alexander Richardson)‏ (و. 1811 – 1875 م) هو سياسي، محام من الولايات المتحدة الأمريكية ولد في ليكسينغتون، كنتاكي.
تولى منصب عضو مجلس الشيوخ الأمريكي .